# 킹 제임스 성경 유일주의

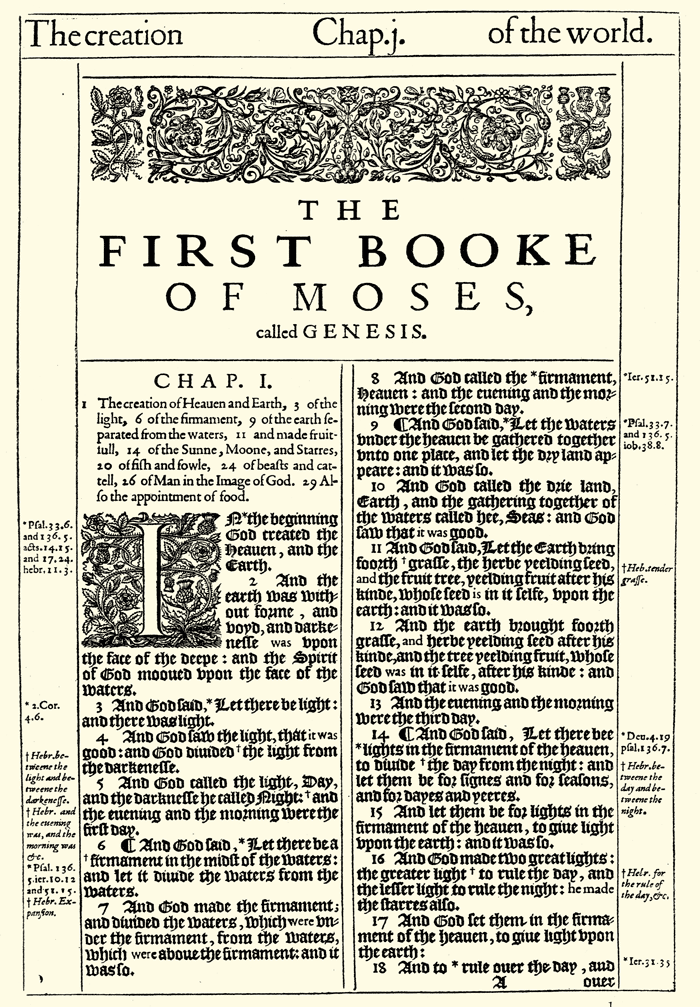
킹 제임스 성경 창세기 첫 페이지, 1611년에 출판함

킹 제임스 성경 유일주의(King-James-Only Movement, King James Onlyism)란 킹 제임스 영어 성경 번역본이 다른 영어성경 번역본보다도 더 우월하다고 믿는 소수의 극보수주의 개신교 교단들의 운동이다. 
영어권의 극보수주의 개신교 신학자들은 18세기부터 형성된 개신교의 근대 성경신학 성과를 인정하지 않는다. 근대 성경 신학 연구를 바탕으로 구성한 표준적 성경 사본과 이를 번역한 번역본도 부정한다. 성경신학의 영향을 받지 않은 영어 공인 번역본으로 17세기 번역본인 킹 제임스 성경을 기준으로 삼고 강조한다.
성경신학 연구를 바탕으로 구성한 헬라어 신약 성경 사본에 근거한 영어 번역본은 잘못된 사본에 근거해서 신뢰할 수 없다고 한다. 그들은 오직 킹 제임스판이 가장 좋은 마지막 번역이라고 하며 다른 어떤 번역도 받아들이지 않는다. 심지어 알렉산드리아 사본을 부분적으로 사용한 모든 번역판을 인정하지 않는다. 

## 분류
기독교 변증학자인 제임스 로버트 화이트(James Robert White)는 킹 제임스 성경 유일주의를 다섯 가지 종류로 분류했다.
- 킹 제임스 성경을 가장 좋아함(I Like the KJV Best): 다른 성경을 인정하지만, 교회 공동체 내에서의 사용, 본인의 친밀도 등에 의해 킹 제임스 성경을 가장 선호하는 부류이다. 다른 학자는 이들을 킹 제임스 성경 유일주의에 포함시키지 않기도 한다.
- 본문 논쟁(The Textual Argument): 킹 제임스 성경이 신뢰할 만한 히브리어나 그리스어 본문을 번역하는 데 있어서 가장 정확하다고 믿는 부류이다. 이 그룹에 속한 많은 사람들은 KJV에서 사용되는 것과 동일한 그리스어 및 히브리어 사본에 기초한 현대 성경 번역본을 받아들일 것이다. 화이트는 하지(Zane C. Hodges)가 이 분류에 포함될 것이라고 주장했다.[3]
- 공인본문만을 인정함(Textus Receptus Only/Received Text Only): 공인본문에 사용된 고전 그리스어 본문이 신의 섭리, 또는 초자연적인 방법으로 보존되었고, 이 본문에 사용되지 않은 다른 사본에는 결함이 있을 수도 있다는 부류이다. 그래서 킹 제임스 성경은 에라스뮈스가 정리한 그리스어 성경 사본을 기반으로 만들어졌기에 적합한 영어 번역이 될 수 있다고 생각하며, 다른 성경이 이 사본을 기반으로 만들어졌다면 동일한 품질을 가질 자격이 있다고 본다. 트리니테리안 성서 공회의 입장이 이와 같다. 그들은 킹 제임스 성경이 완벽한 번역이라고 믿지 않고, 단지 영어로 가능한 가장 좋은 번역이라고 믿는다.[4]
- 킹 제임스 성경은 영감 받았음(The Inspired KJV Group): 킹 제임스 성경이 그 자체로 신의 영감을 받았다고 믿는 부류이다. 그들은 이 번역본이 하나님의 말씀 자체를 영어로 보존한 것이며 그리스어 및 히브리어 원본만큼 정확하다고 생각한다. 종종 이 그룹은 동일한 사본을 기반으로 한 다른 영어 성경을 배제해야 하며, 킹 제임스 성경만이 하나님이 승인한 유일한 영어 성경이며 결코 변경되어서는 안 된다고 주장한다. 화이트는 대부분의 킹 제임스 성경 유일주의자가 이 그룹에 속할 것이라고 생각한다.
- 새로운 계시로서의 킹 제임스 성경(The KJV As New Revelation): 킹 제임스 성경이 하나님으로부터 오는 "새로운 계시" 또는 "고급 계시"이며, 이것이 다른 모든 번역의 표준이 되어야 한다고 주장하는 부류이다. 심지어는 원어인 히브리어와 그리스어가 킹 제임스 성경에 의해 교정될 수 있다고 믿기도 한다. 이들은 가장 대표적인 주장자인 Peter Ruckman의 이름을 따서 종종 "Ruckmanism"이라고 불린다.[3]

이 분류는 명확히 나뉘지 않으며 한 사람이 두 분류에 동시에 포함될 수도 있다. 또한 명시적으로 "킹 제임스 성경"은 아니지만, 예수 그리스도 후기 성도 교회는 후기 성도판 킹 제임스 버전 성경을 권장한다.

## 같이 보기
- 성경 번역
- 성경 정경
- 성서비평학
- 성경 무류성
- 성서무오설
- 문자주의
- 역사적 성경해석
- 오직 성경
- 본문 비평

## 참고 문헌
- Anderson, Robert (1903). 《The Bible and Modern Criticism》.
- Ankerberg, John; Weldon, John (2003). 《The Facts on the King James Only Debate》. Eugene, OR: Harvest House. ISBN 0-7369-1111-1.
- Beacham, Roy E.; Bauder, Kevin T (2001). 《One Bible Only? Examining Exclusive Claims for the King James Bible》. Grand Rapids, MI: Kregel Publications. ISBN 0-8254-2048-2.
- Carson, D.A. (1978). 《The King James Version Debate: A Plea for Realism》. Grand Rapids, MI: Baker Book House. ISBN 0-8010-2427-7.
- Comfort, Phillip W. (2000). 《Essential Guide to Bible Versions》. Wheaton, IL: Tyndale House Publishers. ISBN 0-8423-3484-X.
- Dewey, David (2005). 《A User's Guide To Bible Translations: Making The Most of Different Versions》. Downers Grove, IL: InterVarsity Press. ISBN 0-8308-3273-4.
- Macgregor, Alan J (2004). 《Three Modern Versions: A Critical Assessment of the NIV, ESV and NKJV》. Salisbury, Wiltshire, ENG, UK: Bible League. ISBN 0-904435-87-3.
- Mauro, Philip (1924). 《Which version?: Authorized or revised?》. Boston: Hamilton Brothers. 2008년 9월 17일에 원본 문서에서 보존된 문서. 2008년 7월 23일에 확인함.
- Paisley, Ian RK (1997). 《My Plea for the Old Sword》. Emerald House Group. ISBN 1-84030-015-9.
- Ryken, Leland (2002). 《The Word of God in English: Criteria for Excellence in Bible Translation》. Wheaton, IL: Crossway Books. ISBN 1-58134-464-3.